# Szivós Márton
Szivós István Márton (Budapest, 1981. augusztus 19. –) világbajnok magyar vízilabdázó, edző. id. Szívós István, kétszeres olimpiai bajnok vízilabdázó unokája, ifj. Szívós István szintén olimpiai bajnok vízilabdázó fia.

## Pályafutása
A KSI-ben kezdett el a vízilabdával foglalkozni majd a Honvéd játékosa volt. Egy évet játszott Olaszországban is. 2012 májusától az A-Híd Szeged, 2014 májusától az Egri VK igazolt játékosa.
2014 áprilisában, egy mérkőzésen jelentkező mellkasi fájdalmai után kezdődő infarktust állapítottak meg nála. Ezt követően szívkatéteres műtétet hajtottak végre rajta és rövid rehabilitáció után újra sportolhat.
A 2020–2021-es szezontól a Bp. Honvéd vezetőedzője lett.

## Eddigi eredményei
Klub:
- Magyar bajnok (2001, 2002, 2003, 2004, 2005 – Domino-BHSE)
- Olasz bajnok (2006 – Pro Recco)
- Magyar Kupa-győztes (4) 2006, 2010 – Domino-BHSE, Groupama Honvéd, 2012, 2013 A-Híd Szeged
- Olasz Kupa-győztes (2006 – Pro Recco)
- Euroliga-győztes (2004 – Domino-BHSE)
- Európai Szuperkupa-győztes (2004 – Domino-BHSE)
- Bajnokok Ligája- illetve Euroliga-döntős (2002, 2003, 2005 – Domino-BHSE, 2006 – Pro Recco)

Válogatott:
- Ifjúsági Európa-bajnok (Maribor, 1997)
- Ifjúsági Európa-bajnoki bronzérmes (Szófia, 1999)
- Junior világbajnoki bronzérmes (Isztambul, 2001)
- Universiade-győztes (Tegu, 2003)
- Világliga-győztes (Long Beach, 2004)
- Világbajnoki ezüstérmes (Montreal, 2005 és Melbourne, 2007)
- Világliga ezüstérmes (Belgrád, 2005 és Cseljabinszk, 2013)
- Világkupa ezüstérmes (Budapest, 2006)
- Kétszeres Európa-bajnoki ezüstérmes (Belgrád, 2006) (Budapest, 2014)
- Európa-bajnoki bronzérmes (Eindhoven, 2012)
- Világbajnok (Barcelona, 2013)

## Díjai, elismerései
- Faragó-díj (2000)
- Arany Vízilabda Vándordíj (2009)
- Honvédelemért cím (2012)
- Magyar Ezüst Érdemkereszt (2012)